# Cmentarz mariawicki w Dąbrowie Górniczej
Cmentarz mariawicki w Dąbrowie Górniczej – nieistniejący założony na początku XX wieku, cmentarz Kościoła Starokatolickiego Mariawitów położony niegdyś w Dąbrowie Górniczej, na terenie parafii Kościoła Starokatolickiego Mariawitów w Dąbrowie Górniczej.

## Historia
Na miejscu wcześniejszego cmentarza cholerycznego, związanego z jedną z wielu epidemii tej choroby, które nawiedziły teren Zagłębia w XIX w., na przełomie wieku XIX i XX utworzono niewielki cmentarz mariawicki. Nekropolia związana była z powstałą pod koniec XIX w. drewnianą kapliczką mariawitów, usytuowaną w pobliżu dawnej kopalni Jan. Proboszczem Kościoła Mariawitów w Dąbrowie od początku był ksiądz Jan Modrzejewski. Kapliczkę obsługiwali dwaj księża z Sosnowca: ks. Jan Kaczyński i ks. Roman Żmudzki. Znajdowała się przy dzisiejszej ulicy Kondratowicza w dzielnicy Stara Dąbrowa, nieopodal cmentarza protestanckiego. W latach powojennych powymierali ostatni wyznawcy, a cmentarzyk pozbawiony opieki niszczał. W 2001 szczątki ekshumowano i przeniesiono na cmentarz mariawicki do Gniazdowa. Teren trafił w ręce prywatne, obecnie na jego terenie funkcjonuje warsztat samochodowy.